# Gottlob Frege
Friedrich Ludwig Gottlob Frege (ˈɡɔtloːp ˈfreːɡə; 8 tháng 11, 1848 – 26 tháng 6, 1925) là một nhà triết học, logic học, toán học người Đức. Ông được xem là một trong những nhà sáng lập của ngành logic hiện đại và có những đóng góp quan trọng cho nền tảng của toán học. Ông thường được coi là cha đẻ của triết học phân tích, do những bài về triết học ngôn ngữ và toán học. Trong khi ông thường bị bỏ qua bởi giới trí thức khi ông xuất bản tác phẩm, Giuseppe Peano (1858–1932) và Bertrand Russell (1872–1970) đã giới thiệu công trình của ông tới các thế hệ triết gia và nhà logic sau.

## Cuộc đời

### Thời thơ ấu (1848–69)
Frege sinh năm 1848 tại Wismar, một bang của Mecklenburg-Schwerin (là một phần của bang Mecklenburg-Vorpommern của nước Đức ngày nay). Phụ thân của cậu, Carl (Karl) Alexander Frege (3 tháng 8 năm 1809 - 30 tháng 11 năm 1866), là người đồng sáng lập và hiệu trưởng một trường trung học nữ cho đến khi qua đời. Sau khi ông mất, mẹ của Frege, bà Auguste Wilhelmine Sophie Frege (tên con gái là Bialloblotzky, người Ba Lan, 12 tháng 1 năm 1815 – 14 tháng 10 năm 1898) điều hành ngôi trường.
Thuở nhỏ, Frege đã tiếp xúc với triết học mà sẽ dẫn đường cho sự nghiệp khoa học của ông sau này. Chẳng hạn, phụ thân ông viết một cuốn sách giáo khoa tiếng Đức cho trẻ 9-13 tuổi tên là Hülfsbuch zum Unterrichte in der deutschen Sprache für Kinder von 9 bis 13 Jahren (tái bản, Wismar 1850; tái bản lần 2, Wismar và Ludwigslust: Hinstorff, 1862), mà phần đầu tiên nói về cấu trúc và luận lý của ngôn ngữ.
Frege học trường gymnasium ở Wismar và tốt nghiệp năm 1869. Giáo viên của cậu, Gustav Adolf Leo Sachse (5 tháng 11 năm 1843 – 1 tháng 9 năm 1909), một nhà thơ, đóng vai trò quan trọng nhất trong việc xác định sự nghiệp khoa học tương lai của Frege, đã khuyến khích cậu tiếp tục học ở trường đại học Jena.

### Trong trường đại học: Jena và Göttingen (1869–74)
Frege nhập học đại học Jena vào mùa xuân năm 1869 như một công dân Liên bang Bắc Đức. Trong bốn học kỳ anh tham gia khoảng hai muơi khóa học, phần lớn về toán và vật lý. Giảng viên quan trọng nhất đối với anh là Ernst Karl Abbe (1840–1905) (nhà vật lý học, toán học và sáng chế). Abbe giảng về lý thuyết trọng trường, điện sinh lý học và điện động học, giải tích phức của hàm số phức, ứng dụng của vật lý, một số phân ngành chọn lọc của cơ học và cơ học chất rắn. Abbe còn hơn là một người thầy đối với Frege: ông là một người bạn đáng tin cậy và giám đốc của nhà máy quang học Carl Zeiss AG, ông ở vị trí có thể nâng đỡ sự nghiệp của Frege's. Sau khi Frege tốt nghiệp, họ trao đổi thư từ gần gũi hơn.